# Aleksandar Bućan
Aleksandar Bućan (in serbo Александар Бућан?; Belgrado, 14 luglio 1973) è un allenatore di pallacanestro serbo.